# Джордже Лазич
Джо́рдже Ла́зич (серб. Ђорђе Лазић / Đorđe Lazić; нар. 18 червня 1983, Валєво, СФРЮ) — сербський футболіст, півзахисник.

## Клубна кар'єра
Вихованець клубу «Будучност» (Валєво). Протягом 2002—2004 років виступав у клубах третьої за ієрархією ліги Сербії і Чорногорії «Мачва» та «Будучност» (Валєво). З 2004 по 2007 захищав кольори клубів другої за ієрархією національної ліги «Севойно» та «Младост» (Лучані). У вищій лізі чемпіонату Сербії дебютував 2007 року, перейшовши до белградського «Партизана». У складі одного з лідерів сербського футболу протягом трьох років відіграв 52 матчі, 7 разів відзначався забитими голами.

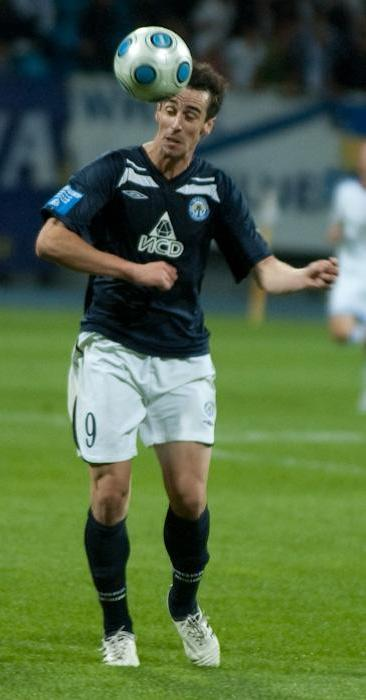
Джордже Лазич під час виступів за «Металург». 2009 рік.

На початку 2009 року перейшов до донецького «Металурга», уклавши з клубом трирічний контракт, трансфер гравця обійшовся клубу в €500 000. У матчах вищої ліги чемпіонату України дебютував 27 лютого 2009 у грі проти «Кривбаса» (нічия 1:1). Всього в донецькій команді зіграв 7 сезонів, провів в чемпіонаті України 155 матчів і забив 21 м'яч. Після закінчення контракту в червні 2015 року він покинув донецький клуб
У січні 2016 року поїхав на перегляд до «Сталі», але вже влітку того ж року залишив кам'янський клуб.
У липні 2016 року став гравцем грецького клубу «Шкода Ксанті», де провів наступний сезон.
У грудні 2017 року повернувся до «Младості» (Лучані), але через конфлікт з тренером Нешко Миловановичем він покинув клуб у березні наступного року і незабаром завершив ігрову кар'єру.

## Виступи за збірну
У листопаді 2007 року отримав виклик до складу національної збірної Сербії на домашню гру кваліфікаційного турніру до чемпіонату Європи 2008 року проти збірної Казахстану, однак на поле так й не вийшов. Пізніше до лав національної команди не залучався.

## Особисте життя

### Родина
Має двох братів — Йована і Мілоша.